# 短舌紫菀
短舌紫菀（学名：Aster sampsonii）为菊科紫菀属的植物，为中国的特有植物。分布于中国大陆的广东、湖南等地，生长于海拔600米至1,600米的地区，多生于山坡草地和灌丛中，目前已由人工引种栽培。

## 别名
桑氏紫菀（广州植物志）、黑根紫菀（全国中草药汇编）

## 异名
- Aster sampsoni (Hance) Hemsl. var. isochaetus Chang